# Robert Henry Clarence
Robert Henry Clarence (26 de septiembre de 1872 - 6 de enero de 1908) también conocido como Robert II de la Moskita fue el último monarca de la Dinastía Misquito tras la disolución del reino de la Mosquita en 1894 tras que Nicaragua tomase posesión de sus territorios, siendo uno de los últimos monarcas en suelo americano.

## Biografía

### Primeros años
Nació en el Hospital General Público de Kingston, Jamaica, y fue educado en Escuela Morava de Bluefields. El reino que se le era heredado ya estaba pasando por una serie de problemas desde décadas atrás, desde que Honduras había reincorporado su parte de la costa misquita en 1868. Clarece sucedió en el reino a la muerte de su primo Jonathan I, en julio de 1890 quien solo reino por un año. Fue coronado el día 11 de noviembre de 1890 con 18 años de edad.

### Reinado

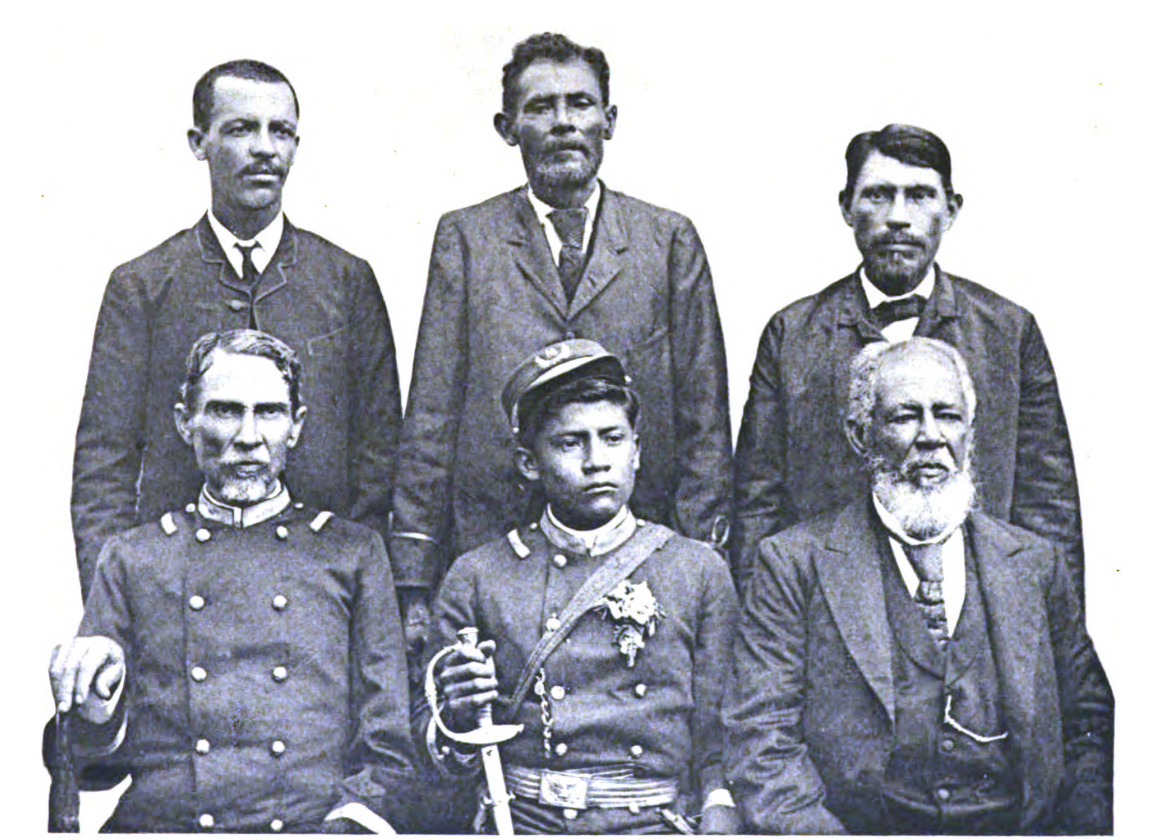
Robert II (centro) con su gabinete en 1893.

Su reinado fue corto pero logró ser aceptado entre la población y supo mantener su imagen pública al margen. Tras 3 años de reinado el 10 de enero de 1894, tropas nicaragüenses arribaron a Bluefields, de paso hacia el Cabo Gracias a Dios, para defender esa parte del territorio en la guerra que a Nicaragua había declarado a Honduras. Robert II, protestó ese mismo día la presencia militar de Nicaragua. Al mes llega a Bluefields el coronel Cartin con 150 hombres llevando instrucciones del presidente José Santos Zelaya para Lacayo y Cabezas, el Jefe Hereditario miskito el 11 de febrero amenazó con tomarlos prisioneros, juzgarlos y castigarlos. El mismo día día llegaron fuerzas procedentes de El Rama, y al siguiente Rigoberto Cabezas tomó militarmente Bluefields.
Después de esta proclamación, en los territorios misquitos reinaba el descontento y las agitaciones políticas en dirigentes creoles, algunos extranjeros, el propio Roberto II quien solicitó apoyo a la Reina Victoria de Inglaterra sin obtener respuesta. El 28 de marzo, un delegado del Ejecutivo nicaragüense decretó la formación de un Consejo provisional de la Costa, los criollos reaccionaron violentamente tomando el cuartel de policía y el 6 de julio reinstalaron al Jefe Mosquito. La situación duró hasta el 3 de agosto, cuando Rigoberto Cabezas con tropas de refuerzo del interior del país, retomó el control de Bluefields, izando definitivamente la bandera de Nicaragua.

Celebración del cumpleaños número 21 del rey, ya en el exilio.

Después de la ocupación militar y finalizada la reincorporación y del fracaso íngles de restablecer la monarquía miskita, Robert II fue rescatado por un buque de guerra británico que lo llevó al exilio junto con 200 refugiados leales a la corona a Puerto Limón, Costa Rica, y luego a Jamaica donde pasaría el resto de su vida. El gobierno británico le otorgó una pensión de 1785 libras esterlinas al año y siguió denominándose como el jefe de la casa real hasta su muerte.

### Últimos años
Decidió disfrutar de sus privilegios en el exilio, realizando sus actividades favoritas diarias. Este lograría casarse con una mujer de la alta sociedad jamaiquina llamada Irene Morrison, con quien tuvo dos hijos, uno de los cuales fue la "princesa" Mary Clarence, sus hijos fueron considerados una opción para heredar la monarquía, aunque nunca pudo volver a restablecerse. Clarence murió después de una operación en el Hospital General Público de Kingston, Jamaica, el 6 de enero de 1908 a los 35 años. Fue sucedido como jefe de la casa real por su primo Robert Frederick aunque sin poder gobernar ningún territorio.